# Кансайский диалект
Понятие кансайский диалект (яп. 関西弁 кансай бэн, кансайский говор) охватывает группу родственных диалектов японского языка района Кансай. К кансайским диалектам, среди прочих, относятся диалект Киото (яп. 京言葉 кё: котоба) и диалект Осаки (яп. 大阪弁 о:сака бэн), на слух носителей литературного японского более мелодичный, но жёсткий и ёрнический. Так как Киото был столицей Японии, то до середины периода Эдо старая форма кансайского диалекта была де-факто общеяпонским стандартом языка.

## Технические детали
Строго говоря, Кансайский диалект включает в себя целую группу диалектов региона. В диалекте каждого крупного города были свои отличия, поэтому есть диалекты Киото, Кобе, Нара, Вакаяма и тому подобное. Кансайский диалект насчитывает более тысячи лет истории. Так как самый большой город района — Осака, а также благодаря тому, что его жители оказали большое влияние на развитие медиаиндустрии, для людей не из Кансая «осака-бэн» — это и есть кансайский диалект. Таким образом, если житель Токио услышит слова «акан» или «хомма», то наверняка посчитает того, кто их произнёс, выходцем из Осаки.
Так как кансайский диалект является самым распространённым нестандартным диалектом японского, он часто используется писателями, авторами аниме и манги, чтобы показать речь героя, отличающегося от других. Использование кансай-бэн часто в юмористическом диалоге мандзай и прочих комедийных жанрах. Это — результат действия двух факторов: во-первых, среди японских юмористов много осакцев, так как в Осаке располагается крупное агентство Ёсимото Когё. Во-вторых, находясь на сцене, осакские комедианты продолжают говорить на кансайском, поэтому он считается более забавным, чем токийский (общеяпонский) диалект, и жители других районов имитируют его для добавления юмора в ситуацию.
Раньше у каждой деревни Кансая была своя манера речи, поэтому знающий человек мог определить точное местожительство говорящего. Похожая ситуация была обыграна в «Пигмалионе» Бернарда Шоу. Из-за возросшего в последние четыреста лет влияния Токио, региональные различия во многом стёрлись, однако жители каждого крупного города гордятся своим диалектом, и эта гордость сохранила диалектные отличия по всему региону.
Кансай-бэн можно грубо поделить по крупным городам. Самым известным является осакский; затем — киотоский, знаменитый своей вежливостью и косвенным выражением мыслей; затем — кобэ-бэн, использующий спряжение глаголов «-то:/-тон».

## Основные отличия от литературного японского
Многие слова в кансай-бэн образованы от классического японского языка, даже если они выглядят странно и необычно. Так, слово «отличаться, быть другим» 違う (тигау) превращается в ちゃう (тяу); «хорошо, хороший» 良く (ёку) становится よう (ё:), «интересный» 面白い (омосирой) — в おもろい (оморой). Образование этих слов подчиняется правилам литературного языка, так что вежливая форма от «тяу» будет звучать как «тяимасу», по аналогии с «тигау» → «тигаимасу». Общеизвестные случаи изменения правил стяжения — «коря» こりゃ и «соря» そりゃ — кансайское стяжение «это (является)» и «то (является)», これは (корэ ва) それは (сорэ ва). В Токио это выглядит как «кора» こら и «сора» そら.

## Различия в фонологии и морфологии
Если использовать термины, то диалекту Кансая характерно использование сильных гласных. Это выделяет его по сравнению с токийским диалектом, использующим сильные согласные и редуцирующим гласные. Токийское произношение фразы フィルムです (фирм дэс) «это фильм» отличается, таким образом, от кансайского, где гласные не выпадают: «фируму дэсу». Кансай-бэн имеет тенденцию к удвоению гласных в тех словах, которые содержат только одну мору. Примеры — «ки:» вместо «ки» (木, дерево) и «то:» вместо «то» (戸, дверь).
Характерное литературному японскому удвоение согласных при склонении глаголов заменяется долгими гласными в кансайском диалекте. Таким образом, прошедшее время глагола 言う (иу, говорить) литературно выглядит как 言った (итта) или ゆった (ютта), а в Кансае — как ゆうた (ю:та). Этот глагол можно считать лакмусовой бумажкой для выяснения диалекта предполагаемного кансайца: даже если он хорошо владеет литературной речью, то, скорее всего, скажет именно «ю:та», а не «итта». Другими примерами является прошедшее время глаголов 笑う (варау, смеяться) — 笑った (варатта) в литературном японском и わろうた (варо:та) в Кансае; 貰う (морау, брать) — соответственно, 貰った (моратта) и もろうた (моро:та) или даже もうた (мо:та).
Герундий -тэ симау, существующий и в литературном диалекте и в кансай-бэн, в первом имеет стяжение «тимау» или «тяу», во втором — тэмау. Таким образом, «ситимау» или «ситяу» превращается в «ситэмау». Другие глаголы на -ау подвергаются похожим изменениям: «Я забыл!» в Токио — 忘れちゃった！ (васурэтятта), в Кансае — 忘れてもた! (васурэтэмота).
Обычно кансай-бэн сокращает долгие гласные литературного японского в спряжениях глаголов. Это особенно хорошо заметно в повелительном наклонении: 行こう (ико:, «пойдём») в Кансае звучит как 行こ (ико); точно так же, стяжение　«しよう» (сиё:), «давай сделаем» в «しょう» (сё:) в кансай-котоба звучит как «сё».
Признаком кансайских диалектов является также замена -с- на -х- в суффиксах. Почти все жители Кансая смягчают «с», но, похоже, в морфологии это зашло ещё дальше. Таким образом, вместо литературного «-сан» кансайцы говорят «-хан» (松田はん, «Мацуда-хан», господин Мацуда), отрицательная вежливая форма глагола кончается не на «-масэн», а на «-махэн» (済みまへん, сумимахэн, «извините»), повелительное наклонение — на «-махё», а не на «-масё:» (飲みまひょ, номимахё, «давайте выпьем»).

## Акцент
Манера говорить жителей Токио и Кансая разительно отличается. Кансайский акцент называют акцентом городов Осака и Киото (яп. 京阪式アクセント кэйхан-сики акусэнто). Он распространён по всему Кансаю, Сикоку и на части Хокурику. В этом говоре иногда первые две моры имеют одинаковую высоту тона, когда в Токийском диалекте они всегда различны. Кансайский диалект почти полностью сохранил тоновую окраску старояпонского языка, считает Харуко Киндаити.
|            | Кансай       | Токио      | русский         |
| ---------- | ------------ | ---------- | --------------- |
| 日本       | ни↓хон       | ни↑хо↓н    | Япония          |
| 二本       | нихо↑н       | ни↓хон     | две книги       |
| 橋         | ха↓си        | ха↑си      | мост            |
| 箸         | ха↑си        | ха↓си      | палочки для еды |
| 恋         | ко↓и         | ко↓и       | любовь          |
| 鯉         | ко↑и         | ко↓и       | карп            |
| こんにちは | ко↑н↓нити↑ва | ко↑ннитива | здравствуйте!   |
| ありがとう | арига↑то↓о   | а↑ри↓гато: | спасибо         |

## Прилагательные
Обычно используются прилагательные литературного языка (не считая нескольких диалектизмов). Окончание «-и» иногда опускается, при этом последний гласный основы становится долгим, иногда также происходят тональные изменения. Таким образом, 面白い (омосирой), «забавный, интересный» произносится как «омосиро:», 暑い (ацуи), «жаркий» — как «ацу:». Такое использование основы прилагательного присутствовало в восклицаниях на протяжении всей японской истории; его можно наблюдать в литературе на классическом японском и в современных диалектах. Другие же диалекты, включая Канто чаще опускают окончание, сливая его с последним гласным основы. В результате получается «омосирээ» и «атии».

### Связки
Связка литературного японского да в Кансае заменена на я. Этот факт оказывает влияние на спряжение глаголов, вследствие чего даро: становится яро:, датта превращается в ятта. Следует учесть, что я — связка неформальной речи, как и да. В вежливой речи литературного языка используется дэсу. В диалекте Киото используется связка досу, в диалекте города Осака — дасу, однако всё же превалирует нормативный вариант дэсу, а диалектные выглядят довольно архаично. Осакцы иногда сокращают дасу до да, но это не имеет отношения к литературному да.
|        | Хэйан    | Камакура | Муромати | Муромати | Муромати  | Эдо       | Эдо | Сегодня |
| ------ | -------- | -------- | -------- | -------- | --------- | --------- | --- | ------- |
| Кансай | нитэ-ари | дэ-ару   | дэ-ару   | дэа      | дя (дзя)* | дя (дзя)* | я   | я       |
| Канто  | нитэ-ари | дэ-ару   | дэ-ару   | дэа      | да        | да        | да  | да      |

- дзя изредка используется в современной язвительной речи. Сейчас дзя используется в Западной Японии, в частности, в окрестностях префектуры Хиросима. Эта связка считается стереотипной для пожилых людей в манге и аниме.

### Вежливость
Исторически сложилось так, что использование кэйго было характерно для кансайских диалектов, а диалекты Канто, от которых образовался литературный японский, использовали кэйго меньше. Кэйго, таким образом, является заимствованием из кансай-бэн. Сейчас это уже не специфично для Кансая, но всё ещё используется в нём намного чаще. Традиционные для Кансая кэйго-формы вышли из употребления, но глагол хару, вариант насару, часто используется для выказывания уважения не переходя к формальностям.
|       | делать          | говорить             | есть                     | видеть           | «тэ»-форма   |
| ----- | --------------- | -------------------- | ------------------------ | ---------------- | ------------ |
| Киото | сихару, сияхару | ивахару              | табэхару                 | михару           | -та хару     |
| Осака | сихару, сияхару | ивахару, иихару      | табэхару                 | михару           | -тэ хару     |
| Токио | сарэру, насару  | о-ий ни нару, оссяру | о-табэ ни нару, мэсигару | го-ран ни насару | -тэ ирассяру |

### Оканчивающие предложение частицы
Конечные частицы кансайского диалекта весьма отличаются от используемых в литературном диалекте. Самым ярким для жителя Токио будет то, что мужчины Кансая используют частицу ва. Эта частица означает то же, что и ё, но в литературном языке используется только женщинами по причине более мягкого звучания. В Кансае ва идентично ё.
Другое отличие, которое будет резать ухо токийцу, — частица нэн. Это примерно то же самое, что литературное но да или н да (но да = но я > нэ я > нэн)
Столь частая в устах токийских мужчин усилительная частица дзэ в Кансае не используется; её заменяет частица дэ, особенно во фразе акан дэ (в Токио — икэнай ё). Возможно, корни этого там же, где и произнесения японцами с запада страны дэндэн вместо дзэндзэн «совсем нет». Хотя, если говорить об отличиях кансайского дэ от токийского дзэ, то следует учитывать, что в кансай-котоба использование этой частицы не создаёт ощущения грубости. В то же время, аналог частицы дзо — до несёт мужской, грубый оттенок.

### Отрицательная форма
В литературном языке простое отрицание глагола происходит посредством присоединения окончания най; в кансайском диалекте ту же самую функцию несёт окончание хэн: иканай, «не иду» становится икахэн. Этимологически это не имеет отношения к простой замене, а является следствием альтернативного развития формы «рэнъё:кэй + ва сэну» (проиллюстрировано таблицей ниже). Спряжение хэн имеет некоторые вариации. Самый распространённый вариант — -ахэн: икихэн, но в Осаке также говорят -эхэн: икэхэн. Особенностью киотоского диалекта является произнесение -хэн как -хин, если перед -хэн стоит гласный и.
|       | Эдо         | Эдо       | Эдо    | Мэйдзи            |
| ----- | ----------- | --------- | ------ | ----------------- |
| Киото | ики-ва-сэну | ики-я-сэн | икясэн | икахэн            |
| Осака | ики-ва-сэну | ики-я-сэн | икясэн | икахэн или икэхэн |

|                       | не делать         | не видеть         | не приходить    |
| --------------------- | ----------------- | ----------------- | --------------- |
| Киото                 | сиихин или сээхэн | миихин            | киихин*, кияхэн |
| Осака                 | сээхэн            | миихэн или мээхэн | кээхэн*, кияхэн |
| Литературный японский | синай             | минай             | конай           |

- Ко:хэн, результат смешения кээхэн или киихин с конай, всё чаще слышен среди молодёжи.

#### Отрицаниекуру(来る)　в других районах
Прочие отклонения в спряжении:
- запад Кобэ, восток Харима: ко:хэн (こうへん), кон (こん), кияхэн (きやへん) ;
- центр Сига: киясин (きやしん), киихин (きーひん), ко:хэн (こーへん) ;
- Овари: кон (こん) ,ко:сэн (こーせん), коэсэн (こぇせん), ко:хэн (こーへん) ;

### Повелительное наклонение
В кансайском диалекте есть два способа образования повелительного наклонения. Один — литературный «мэйрэйкэй», унаследованный от средневекового японского. Второй имеет более обходительное звучание, использующее «рэнъё:кэй» (вторую основу глагола или третью основу предикативного прилагательного). Окончание вежливой повелительной формы часто становится долгим и, обычно, после него ставится частица я или на. Глагольная форма на ро появилась в Канто, поэтому кансайцы её почти не используют. Отрицательная форма повелительного наклонения также отличается мягкостью и образуется по правилу «„рэнъё:кэй“ + на», то есть является сокращением «„рэнъё:кэй“ + насаруна». На иногда меняется на ная или устаревшее найна. Простая (простая положительная) форма повелительного наклонения литературного японского также образуется по формуле «„рэнъё:кэй“ + на», но в этом случае на — это сокращение от насай. Жителя Кансая определяют разницу по интонации, но токийцы в таком случае путаются, сказали ли им делать что-то или же запретили это.
|            | Сделай   | Не делай            | Иди       | Не иди | Ешь                | Не ешь            |
| ---------- | -------- | ------------------- | --------- | ------ | ------------------ | ----------------- |
| Нейтрально | сэй, сэ: | суруна, сунна, суна | икэ       | икуна  | табэй, табэ:       | табэруна, табэнна |
| Мягко      | си, сии  | сина                | ики, икии | икина  | табэ, табэй, табэ: | табэна            |

### Словарь
Иногда кансай-бэн и литературный японский используют совершенно разные слова для выражения понятия. Примерами могут быть кансайский глагол хокасу, означающий то же, что и сутэру «выбрасывать» и мэття (в остальной Японии — тё:), сленговое слово «очень». В Кансае тё: означает «немного, чуть-чуть», это сокращение от 一寸 тётто. Таким образом, произнесённая по-кансайски реплика　тё: маттэ, «погодите минутку», будет звучать очень странно для токийца.
Некоторые слова имеют в кансай-бэн абсолютно отличающееся от принятого значение. Таковым является прилагательное эрай. Литературный перевод — великий, выдающийся, перевод с кансайского — «ужасный»: эрай коття (< *кото я), «это ужасно». Литературный аналог — тайхэн на кото да.
Ещё одной широко известной особенностью кансайского диалекта является использование слов бака и ахо. В Токио и то и то означает «дурак», но в Кансае ахо имеет одновременно оттенки укора и нежности (ср. русское «дурачок»), а бака приобретает значение «полный идиот». Таким образом, бака в кансай-бэн — более грубое ругательство. Токиец почти наверняка будет резко против того, чтобы называться бака, ахо для кансайца — не обязательно оскорбление. С другой стороны, бака в Кансае звучит как намного более серьёзное оскорбление. Большинство кансайцев будут против называться бака, но не станут протестовать против ахо.

#### Известные кансайские фразы
Обычно с Кансаем ассоциируются следующие фразы:
| Кансай-бэн                      | Литературный японский                 | Русский                                                               | Примечание | Пример                                                                                                   |
| ------------------------------- | ------------------------------------- | --------------------------------------------------------------------- | --- | --- |
| акан, акимахэн (вежливая форма) | дамэ, икэмасэн, симатта               | неправильный, плохой, должен, о, нет!                                 | сокращение от «рати га акану» (埒が明かぬ), «уйти вникуда». -та(ра) акан означает «не должен …», -на акан означает «должен …».                                                       | Табэта(ра) акан = «(Ты) не должен есть». : Табэна акан = «(Ты) должен есть».                             |
| ахо                             | бака                                  | дурак, глупец                                                         | часто используется в дружеских шутках | Хомма ахо я наа = «Дурачок!».                                                                            |
| тяу                             | тигау, дэ ва най, дзя най             | это же не так, это неправильно, нет                                   | отрицание тяу тяу часто используется в непринуждённой беседе | Тяу-тяу тяу н тяу? = «Это же не чау-чау, да?» (известный каламбур)                                       |
| дабо                            | бака                                  | глупец, дурак                                                         | используется в Кобэ и Бансю; грубее ахо. | |
| дэкка, макка                    | дэсу ка, масу ка                      | вежливая связка                                                       | дэсу, масу + ка вопросительная частица; несколько устарело | Мо:каримакка? = «Как заработки? Как бизнес?»                                                             |
| дэнна, манна                    | дэсу нэ, масу нэ                      | вежливая связка                                                       | дэсу, масу + на; несколько устарело | Боти-боти дэнна = «Ну, так себе».                                                                        |
| дэссэ, массэ                    | дэсу ё, масу ё                        | вежливая связка                                                       | дэсу, масу + э (искажённое ё); несколько устарело | Ээ токо осиэмассэ! = «Я покажу тебе отличное местечко!»                                                  |
| дэссяро, массяро                | дэсё:, даро:                          | вежливая связка                                                       | дэсу, масу + яро; несколько устарело | Кё: ва харэмассяро = «Сегодня, наверное, будет хорошая погода».                                          |
| донай                           | донна, до:                            | как (указательное местоимение)                                        | конай означает конна (такой, как это), сонай — сонна (такой, как то), анай — анна (такой, как то)                                                                                    | Донай дэсита? = «Как прошло?»                                                                            |
| до                              |                                       | усилительная (приставка)                                              | обычно используется с отрицательными характеристиками | До-ахо! = «(Ты) круглый дурак!»                                                                          |
| доцуку                          | нагуру                                | избить, уходокать                                                     | до + цуку (突く; ударять, бодать) | Анта, доцуку дэ! = «Эй, ты, я тя поломаю!»                                                               |
| донкусай                        | манукэ, нибуи                         | глупый, неуклюжий, ленивый                                            | буквально, «вонючий» | |
| ээ                              | ёй, ии                                | хороший, верный; правильно                                            | | Какко: ээ дэ! = «Отлично выглядишь!»                                                                     |
| эгэцунай                        | акудой, иярасий, рокоцу               | испорченный, порочный                                                 | | Эгэцунай яриката = «дурной путь»                                                                         |
| гоцуй                           | икацуй, сугой                         | огромный, грубый                                                      | гоццу означает то же, что и мэття (ужасный, жутко …). | Гоцуй кии = «Высоченное дерево»                                                                          |
| гё:сан                          | такусан                               | много                                                                 | также ё:сан и ё:кэ | Гё:сан табэ: я! = «Кушай как следует!»                                                                   |
| хокацу                          | сутэру                                | выкидывать                                                            | также хору | Сорэ хокаситотэ. = «Выброси это, пожалуйста».                                                            |
| ханнари                         | ханаяка, дзё:хин                      | элегантный, утончённый, изящный                                       | | Ханнари сита кимоно = «Изящное кимоно»                                                                   |
| хоннара, хона                   | сорэ дэва, сорэ дзя, сорэ нара        | тогда; если это так                                                   | часто используется в качестве прощания | Хона мата = «Пока»                                                                                       |
| хомма                           | хонто:                                | настоящий, взаправдашний                                              | | Сорэ хомма? = «Это правда?»                                                                              |
| икэдзу                          | идзивару                              | злобный, недоброжелательный                                           | | Икэдзу сэн тойтээ на. = «Не будь со мной так зол».                                                       |
| итэкомасу                       | ярикомэру, татакиномэсу               | жестоко избить, разделаться                                           | Вероятно, произошло от иттэкамасу (行って噛ます) = «подойти ударить». | Ю:ки, махо: о цукаттэ Микуру-тян о итэкомаситяинасай! = «Юки, используя магию разделайся с Микуру-тян!». |
| дзибун                          | омаэ, анта, кими, и т. п.             | ты                                                                    | в литературном японском означает «я», «я сам». Значение «ты» — специфично для Кансая.                                                                                                | Орэ, Мисудо ико омотэн нэн. Дзибун ва? = «Я думаю сходить в „Мистер Пончик“. Как ты (на это смотришь)?»  |
| камахэн, камэхэн                | камаванай                             | не обращай внимания, это не важно                                     | сокращение «камай ва сэну» | Камахэн, камахэн! = «Ничего, ничего, всё нормально».                                                     |
| канан                           | ия да, тамаранай                      | «терпеть не могу»; неприятный, нежелательный                          | сокращение «канавану» | |
| касива                          | торинику                              | цыплёнок (блюдо)                                                      | | |
| катта: сяцу, катта:             | вай сяцу                              | парадная рубашка                                                      | катта: — это каламбур слов «cutter» (кусачки) и «катта» (превзошёл, выиграл). | |
| кэттай-на                       | кимё:-на, хэн-на, окаси-на, фусиги-на | странный                                                              | | Кэттай-на фуку я на. = «Странная одежда».                                                                |
| кэттакусо варуй                 | имаймасий харадатасий                 | дурацкий                                                              | кэттай + кусо «навоз» + варуй «плохой» | |
| кии варуй                       | кандзи га варуй, ияна кандзи          | плохо себя чувствовать                                                | кии — это удлинённая версия слова «ки» (самочувствие; дух, пар, атмосфера) 気. | |
| кособай, косёбай                | кусугуттай                            | боящийся щекотки                                                      | | |
| майдо                           | до:мо                                 | приветствие из уст работника фирмы                                    | изначально имело значение «спасибо, как всегда» | Майдо, ирассяй! = «Здравствуйте, чем могу помочь?»                                                       |
| макудо                          | макку                                 | McDonald's                                                            | сокращение «Макудонарудо» (японское произношение названия McDonald’s) | Макудо ико. = «Идём в МакДональдс».                                                                      |
| мэття, мэсса, муття             | тотэмо, тё:                           | очень                                                                 | в основном, используется молодыми людьми; сокращение «мэтя-кутя» и «мутя-кутя» | Мэття оморой мисэ ситтэн нэн. = «Я знаю очень прикольный магазинчик».                                    |
| на:                             | нэ:                                   | конечная частица                                                      | значение изменяется вместе с контекстом и интонацией. «Наа» выбрано третьим в мире по сложности перевода словом комиссией из тысячи лингвистов.                                      | |
| намбо                           | икура                                 | сколько; неважно, сколько                                             | | Сорэ намбо дэ ко:та н? = «И сколько это тебе стоило?»                                                    |
| нэн                             | но да, н да, но ё                     | конечная частица                                                      | также нэя, нэ и ня. Нэя звучит довольно архаично, нэ — сокращение нэн; ня изредка можно услышать в Киото.                                                                            | Нандэ я нэн! (стереотип в Мандзае) = «Да ты шутишь?!», «Что за чёрт?!».                                  |
| нукуй                           | ататакай, аттакай                     | тёплый                                                                | | |
| о:ки ни                         | аригато:                              | спасибо                                                               | сокращение «о:ки ни аригато:», «большое спасибо». «О:ки ни» означает «очень». Безусловно, «аригато:» также имеет хождение. Иногда «о:ки ни» используется иронически («Ну спасибо!»). | |
| ору                             | иру                                   | быть; иметься (об одушевлённых существах)                             | менее формально, чем «иру» | Доко ни иру н? = «Ты где?»                                                                               |
| сакай (ни)                      | кара, но дэ                           | потому что                                                            | устарело; также ёттэ (ни) | Амэ я сакий каса сасо. = «Дождь идёт, давайте откроем зонтики».                                          |
| ся:най                          | сё:ганай, сикатаганай                 | ничего не поделаешь                                                   | | |
| сибаку                          | 'нагуру, татаку                       | бить кого-либо кулаками                                               | | Сибайтарока! (< сибаитэ яро: ка) = «Хочешь, чтобы я тебе врезал?!»                                       |
| синдой                          | цукарэру, цурай, курасий              | уставший, выжатый                                                     | искажение синро: (辛労; тяжёлая работа). Синдой использовалось по всея Японии в последние годы. Также эрай (несколько устарело).                                                     | Аа, синдо! = «Ааа, я устал!»                                                                             |
| сё:монай                        | цумаанай, омосирокунай, кударанай     | скучный, неинтересный                                                 | | |
| -тэн                            | -та но да, -та н да, та но ё          | конечная частица                                                      | прошедшее время нэн | Кино: умэда иттэн. = «Вчера был в Умэда»                                                                 |
| ути                             | ватаси, атаси                         | женское и девичье местоимение «я»                                     | | Ути но кото до: омотэру нон? = «Как я тебе?»                                                             |
| вай                             | орэ                                   | мужское местоимение «я»                                               | устарело; васи > вай | |
| варэ                            | тэмээ, омаэ, кисама                   | «ты»; грубо и оскорбительно                                           | означало «я» в старину; В Кансае используется как местоимение второго лица. | Итэмаудо варэ! = «Я тебя прикончу!» (обычная фраза при поединке).                                        |
| ватэ                            | ватаси                                | я                                                                     | устарело; ватаси > ватай > ватээ > ватэ | Ватэ ни макаситоки! = «Предоставьте это мне!»                                                            |
| вая                             | мутя-кутя, дайнаси, дамэ              | угробленный, испорченный                                              | | Саппари вая я. = «Совсем плохо»…                                                                         |
| ян                              | дзян                                  | связка                                                                | сокращение «янка» | |
| янна                            | даёна, даёнэ                          | связка                                                                | ян + на; распространено среди молодёжи | |
| янка, янкэ                      | дэ ва най ка, дзянайка                | связка                                                                | янкэ чаще используется мужчинами | |
| яру                             | яру, агэру                            | давать кому-либо с низшим статусом (младшему родственнику, животному) | используется шире, чем в литературном японском | |
| ясу                             | кудасай, насаимаситэ                  | вежливая связка                                                       | устарело; используется в Киото | Оидэ ясу / окоси ясу = «Добро пожаловать».                                                               |

### Осака-бэн
Когда японец говорит о кансайском диалекте, то, скорее всего, имеет в виду именно осакский, вне зависимости от того, что многие его характеристики специфичны и не встречаются в других говорах этой группы. Самое известное слово осакского, вероятно, 儲かりまっか (мо̄каримакка?), что примерно означает «как дела, как идёт бизнес?» (дословно «Зарабатываете?»). Образовано от 儲かる (мо̄кару), «быть прибыльным». Это считается распространённым приветствием; подразумевается ответ まあ、ぼちぼちでんな (ма̄, боти-боти дэнна), «ну, так-сяк».
Смысл заключается в том, что все осакцы считаются вовлечёнными в той или иной степени в торговлю, ведь Осака исторически был центром торговли. Приведённое приветствие, безусловно, принадлежит лавочникам, в наши дни оно может использоваться с целью установления дружеских деловых отношений с деловым партнёром. Тем не менее, оно никогда не было повсеместно распространено по городу, и, уж тем более, не настолько распространено в наши дни. Тем не менее, так можно добро пошутить с жителем Осаки, наверняка он улыбнётся и скажет: まあ、ぼちぼちでんな.
Собственно говоря, ответ тоже специфичен для Осаки, особенно ぼちぼち. Это означает «ну, так себе», то есть, ситуация либо медленно улучшается, либо стоит на месте. В отличие от 儲かりまっか, ぼちぼち действительно часто употребляется в речи. Если иностранец ответит на вопрос «Ты действительно понимаешь японский?» — ぼちぼちやなあ (боти боти я на̄), то, безусловно, изумит и развеселит собеседников. Кроме того, ぼちぼち можно использовать вместо общеяпонского そろそろ (соро-соро), например, ぼちぼち行こか (боти-боти ико ка? — «Пойдем уже?».
Южноосакские диалекты Сэнсю-бэн (泉州弁) и Кавати-бэн (河内弁) известны своим саркастическим выражением мыслей и часто считаются самыми грубыми в Кансае.

### Кё-бэн
Диалект Киото может быть охарактеризован как мягкий и вежливый; а его носители редко выражаются прямо и резко. Вспомогательный глагол -хару остаётся естественным в повседневной речи. В других районах Кансая использование -хару, всё же, подразумевает вежливую речь. Использование этого глагола, таким образом, становится характерным для более почтительных, чем повседневные, разговоров; однако, менее вежливых, чем в которых используется вспомогательный глагол -масу. В Киото же -хару намного ближе к живой непосредственной речи, вероятно, благодаря широте использования. К примеру, если Токиец скажет «Нани ситэру но?», житель Осаки — «Нани ситэн нэн?», то в Киото та же неформальная и обыденная фраза звучит как «Нани ситэхару но?» (и даже иногда «Нани ситахару но?»).
Также в кё-бэн необычно используется уважительный суффикс -сан. В литературном языке его можно присоединять только к словам, относящимся к людям («Акико-сан ва тэнъин-сан но мусумэ дэсу» — «Акико — дочка продавца»), и только дети используют его, говоря о других одушевлённых существах («Ину-сан ковай ё!» — «Собачка злая!»). В кё-бэн разрешено присоединять -сан и к общеизвестным топонимам. Также известно местное поздравление яп. おめでとうさんどす «омэдэто:сан досу» вместо яп. おめでとう御座います.

### Кобэ-бэн
Кобэ-бэн — диалект города Кобэ. Он знаменит глагольным окончанием -тон или -то: спряжения настоящего длительного времени. К примеру, «Что ты делаешь?» литературно переводится как «Нани ситэру но?», а житель Кобэ скажет «Нани ситон?» или «Нани сито:?». Как и в осака-бэн, в Кобэ используется усилительное междометие ねん («нэн»): «Нани иттэндаё?» («Чо ты там сказал?») литературного японского превратится в «Нани ю:тон нэн».

### Бансю-бэн
Этот диалект распространён в районе «Бансю», на западе от Кобэ. Он такой же саркастичный, как и кавати-бэн. Например, знаменитая кансайская фраза «Нандэ я нэн.» станет «Нандой я». Такая манера говорить может звучать грубо для жителей других районов. Конечная частица -то:, используемая в кобэ-бэн, пришла туда именно из Бансю.

### Исэ-бэн
Исэ-бэн — диалект севера префектуры Миэ, поэтому его иногда называют «миэ-бэн». Интонационная окраска речи в нём такая же, как в литературном языке, но в нём множество заимствований из диалектов района Токай, особенно — диалекта, используемого в городе Нагоя. В Исэ говорят я вместо да, но вместо мотиагэру (поднимать что-либо) употребляют характерное для Нагои слово цуру. Общие с говором Нагои черты проявляются сильнее при движении на север; диалект города Кувана, например, намного ближе к нагоя-бэн, чем к исэ-бэн, хотя сам город расположен в той же префектуре, что и Исэ.
В самом Исэ и в окрестностях кансайские словечки использует старшее поколение. Кансайское «спасибо» — о:кини в Исэ произносят о:кина. В районе реки Исудзугава и возле святилища Найку имеет место использование отай вместо васи («я» пожилых людей).

### Вакаяма-бэн
Этот диалект распространён с одноимённой префектуре и имеет второе название «кинсю:-бэн». Наиболее яркая его особенность — переход звука дз в д: «ничуть», дзэндзэн, становится дэндэн, а «тряпка для пыли», дзо:кин — до:кин. Это произношение чаще всего можно услышать в Танабэ и вприлежащих населённых пунктах.
Также знаменито использование отрицательной формы на -ян, вместо обычной для Кансая -хэн. «Я не могу», дэкихэн в Киото, в Вакаяме будет произнесено как дэкиян.

### Сига-бэн
В префектуре Сига говорят на «сига-бэн» (или «о:ми-бэн», или «го:сю:-бэн»). Так как Сига расположена рядом с Киото, диалекты кё-бэн и сига-бэн очень похожи, так, здесь тоже весьма часто пользуются глаголом -хару.
Но и различия между этими диалектами тоже имеются. В городе Нагахима есть дружески звучащая связка -янсу: 何してるの (нани ситэру но?) здесь звучит как 何してやんすん (Нани ситэ янсу н?). В городе Хиконэ используется усилительная конечная частица ほん (хон).